# Rozhledna v Rathmannsdorfu
Rozhledna v Rathmannsdorfu je futuristická vyhlídková věž vysoká 15 metrů. Pro veřejnost byla otevřena 20. října 2007 na východním okraji saské obce Rathmannsdorf v lokalitě nazývané Rathmansdorfská výšina (Rathmannsdorfer Höhe) o nadmořské výšce 245 m. Na vrchol vede 81 schodů a také osobní výtah, díky kterému je věž bezbariérová. Součástí rozhledny je veřejné WC a bazének se studenou vodou. Rozhledna poskytuje výhled zejména jižním směrem na vrcholy Českého i Saského Švýcarska, například Lilienstein, Königstein, Pfaffenstein, Papststein, Großer Zschirnstein či Děčínský Sněžník.